# Castore (azienda)
J. Carter Sporting Club Limited, operante col marchio di fabbrica Castore, è un'azienda britannica di abbigliamento sportivo.
I suoi prodotti sono venduti in più di 50 paesi in tutto il mondo.
Il nome dell'azienda deriva dai gemelli Castore e Polluce della mitologia greca e romana.
La sede dell'azienda è a Manchester.

## Storia
L'azienda fu fondata nel 2015 dai fratelli Thomas e Philip Beahon, che avevano rispettivamente 25 e 22 anni.
Thomas ha un passato di calciatore giovanile nel Tranmere fino a 21 anni, poi da professionista nel Jerez Industrial in Spagna.
Philip ha giocato a cricket, semi-professionista per i club del Cheshire e del Lancashire.
I due hanno lasciato le loro carriera sportive nel 2013 e si sono trasferiti a Londra per lavorare nella finanza nel tentativo di raccogliere fondi per la loro impresa di abbigliamento sportivo; Thomas ha lavorato alla Lloyds Bank e Phil per Deloitte. Durante la loro permanenza a Londra hanno iniziato la loro ricerca di mercato intervistando i frequentatori di palestre di fascia alta e firmando contratti con una serie di prolifici investitori delle industrie della moda e dello sport. Castore è stato lanciato online nel 2016. Nel 2019, Forbes ha inserito i fratelli Beahon nella sua lista "30 Under 30".
Ad agosto 2021, la società conta 33 azionisti, di cui i più importanti sono i due fondatori, ciascuno con il 18,59%, e Monte Group con il 15%. Tra gli altri azionisti della società figurano Robert Senior (ex CEO di Saatchi & Saatchi), Tom Singh (fondatore di New Look), Arnaud Massenet (investitore di YOOX Net-a-Porter Group) e il tennista Andy Murray.
Il 5 luglio 2023 è stata annunciata l'apertura del primo negozio di Castore in Irlanda, in Grafton Street a Dublino. Nel marzo 2024, Castore si è assicurato un accordo esclusivo con GL Dameck per diventare l'unico licenziatario di Umbro Professional Team Sports, consentendogli di distribuire il marchio Umbro in diversi mercati importanti d'Europa.

## Sponsorizzazioni

### 2019

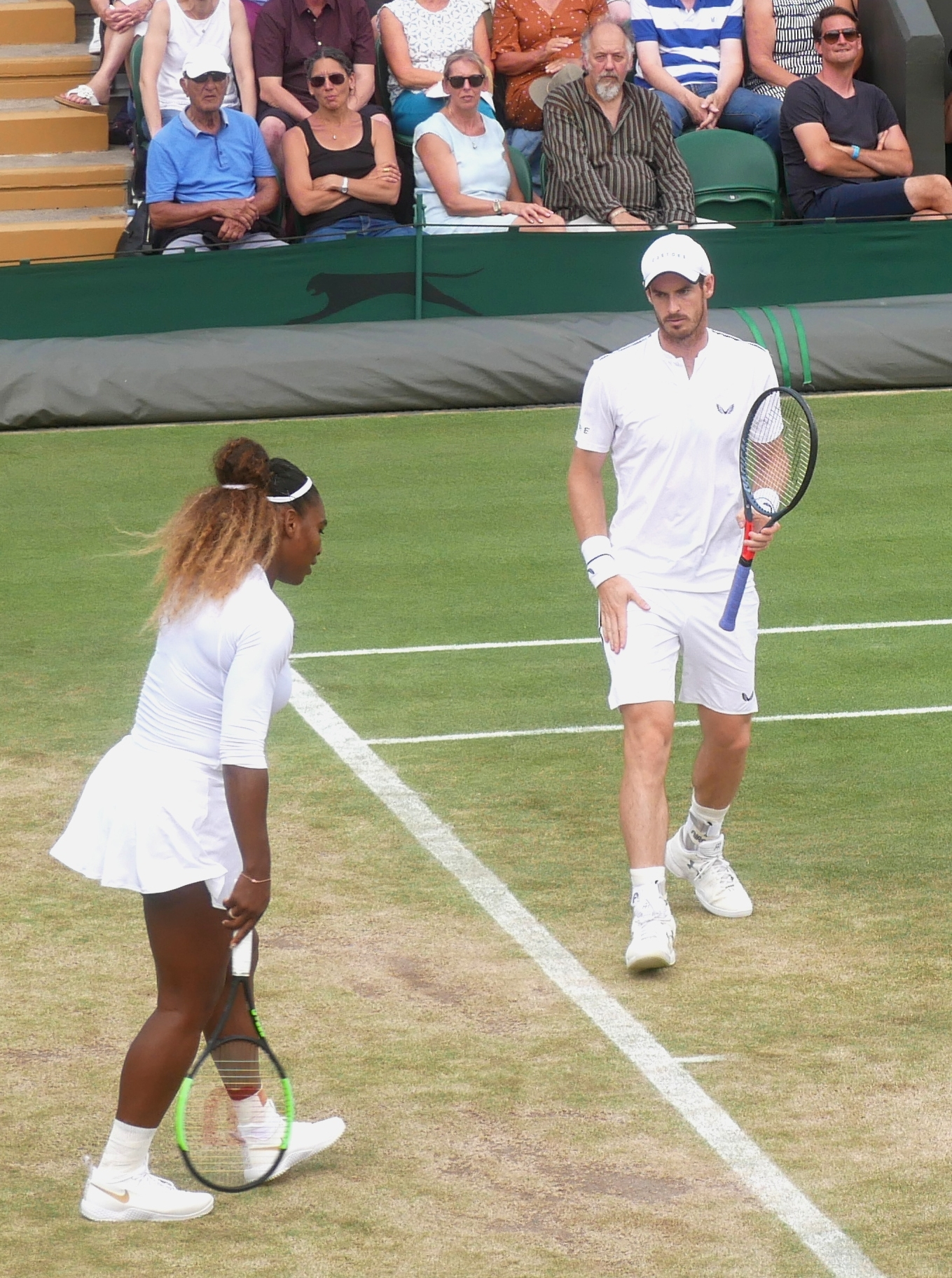
Andy Murray che indossa abbigliamento sportivo Castore al Torneo di Wimbledon 2019

A gennaio 2019, Castore è divenuto sponsor tecnico ufficiale del tennista britannico Andy Murray, che è diventato anche azionista della società nel marzo di quell'anno. L'azienda marchia i prodotti di Murray come AMC, Andy Murray Collection. Castore è diventata inoltre il partner ufficiale della Lawn Tennis Association. La rugbista inglese Marlie Packer è dal 2019 ambasciatrice del marchio. Nel dicembre dello stesso anno, la federazione di cricket delle Indie Occidentali ha firmato un contratto triennale per la produzione del loro kit ufficiale.

### 2020
All'inizio del 2020, Castore si è assicurata 7,5 milioni di sterline da investitori privati, nello scopo di aiutare l'azienda a passare al mercato del calcio professionistico. Nel maggio 2020, è diventata il fornitore ufficiale delle maglie del club scozzese di calcio Rangers con un contratto quinquennale che si ritiene valga 25 milioni di sterline. Dall'ottobre 2020, produce i kit ufficiali dei Sydney Roosters, club australiano di rugby a 13. Nel dicembre 2020, sono stati annunciati gli accordi come fornitore delle divise ufficiali con il club australiano di rugby Melbourne Storm e con il club di football australiano West Coast Eagles, rispettivamente di cinque e tre anni.

### 2021
Nel maggio 2021, Castore ha annunciato un accordo pluriennale con McLaren per diventare il partner ufficiale di abbigliamento e abbigliamento sportivo del team McLaren di Formula 1. Nello stesso mese, ha firmato un accordo pluriennale con il club inglese di calcio Wolverhampton Wanderers per diventare il loro nuovo sponsor tecnico. Nel giugno 2021, è stato annunciato che la squadra inglese di rugby Saracens ha concordato un contratto di fornitura quinquennale con l'azienda prima del loro ritorno in Premiership Rugby nella stagione 2021-22. L'accordo li vedrà anche fornire la squadra femminile dei Saracens e la squadra di netball dei Saracens Mavericks. Nel luglio 2021, ha firmato un accordo pluriennale con il club inglese di calcio Newcastle United per diventare il loro nuovo produttore di maglie. Nello stesso anno, a settembre, è stato annunciato che la federazione di cricket di Inghilterra e Galles ha firmato un accordo decennale di fornitura delle divise ufficiali con Castore, con produzione a partire da aprile 2022. Nello stesso mese, è stato siglato anche un accordo triennale con la federazione di cricket del Sudafrica e nel dicembre 2021 è stato annunciato che Castore sarebbe stato lo sponsor tecnico della squadra di cricket Kent County dalla stagione 2022.

### 2022
In vista della stagione 2022/23, il marchio esordisce in Italia avviando una partnership con il Genoa, che però termina dopo una sola stagione. Inoltre, ha firmato altri accordi di fornitura delle maglie con altri club di calcio: con i club inglesi Aston Villa, Charlton Athletic, Milton Keynes Dons e Salford City, con il club tedesco Bayer Leverkusen e con i club spagnoli Siviglia e Almería.

### 2023
Dalla stagione 2023/24, Castore è fornitore delle divise ufficiali dei club inglesi Preston North End e Mansfield Town, dei club olandesi Feyenoord, Twente e Utrecht, del club spagnolo Athletic Club e del club nordirlandese Glentoran. Inoltre dal 2023, l'azienda sarà fornitrice della nazionale di calcio dell'Irlanda, della scuderia Red Bull Racing di Formula 1 e del team Repsol Honda di MotoGP. Castore sarà inoltre il nuovo fornitore del Leinster Rugby.

### 2024
Per la stagione 2024/25, Castore ha annunciato collaborazioni tra cui quelle con il club croato Dinamo Zagabria e il club inglese Burnley e con la nazionale di cricket della Nuova Zelanda. Inoltre Castore diventerà lo fornitore tecnico del club inglese Everton e lo sponsor del nuovo Everton Stadium.

### Calcio

#### Nazionali
- Irlanda[43]

#### Club
- Burnley (dalla stagione 2024/25)[48]
- Charlton[30]
- Everton (dalla stagione 2024/25)[50]
- Mansfield Town[37]
- MK Dons[31]
- Preston N.E.[36]
- Rangers[17]
- Glentoran[42]
- Almería[35]
- Athletic Bilbao[41]
- Carrús Ilicitana[51]
- Siviglia[34]
- Club Bruges[52] (dalla stagione 2024/25)
- Bayer Leverkusen[33]
- Kaiserslautern[53] (dalla stagione 2024/25)
- Feyenoord[38]
- Twente[39]
- Utrecht[40]
- Dinamo Zagabria[47] (dalla stagione 2024/25)
- Zurigo[54]

### Rugby a 15

#### Nazionali
- Stati Uniti

#### Club
- Bath
- Harlequins
- Saracens
- Scarlets
- Leinster
- Ulster (dalla stagione 2024/25)

### Rugby a 13

#### Club
- Hull
- Sydney Roosters

### Cricket

#### Nazionali
- Inghilterra
- Nuova Zelanda[55] (da ottobre 2024)

#### Club
- Kent
- Middlesex
- Surrey
- Worcestershire

### Ciclismo
- Bahrain[56]
- Ineos[57]

- Andy Sullivan

### Automobilismo

#### Formula 1
- McLaren[21][58]
- Red Bull Racing[59][60][61]

#### IndyCar
- Arrow McLaren

#### NASCAR
- Hendrick Motorsports
- Spire Motorsports

#### Competizioni elettriche
- McLaren Electric Racing

### Motociclismo

#### MotoGP
- Repsol Honda Team

### Nuoto
- Adam Peaty

### Taekwondo
- Regno Unito[62]

### Tennis

#### Federazioni ed eventi
- Lawn Tennis Association

#### Tennisti
- Andy Murray
- Lloyd Glasspool

## Critiche
Castore è stato oggetto di pesanti critiche da parte di tifosi e squadre, in particolare per quanto riguarda la qualità e il design dei suoi prodotti.
Nel settembre 2023, il kit disegnato da Castore per le squadre maschili e femminili dell'Aston Villa ricevette critiche da parte dei giocatori a causa del fatto che le maglie si inzuppavano di sudore, cambiando visibilmente colore e diventando pesanti e scomode con il passare delle partite. Secondo quanto riportato, la squadra femminile del Villa "temeva" di indossare la maglia a causa del modo in cui si aggrappava al corpo quando si bagnava. Oltre a richiedere una soluzione a breve termine, l'Aston Villa cercò di rescindere anticipatamente il contratto con Castore in seguito alle lamentele dei giocatori riguardo al kit. Nel dicembre 2023, Castore consegnò un nuovo kit per l'Aston Villa che si sperava avrebbe risolto i problemi, ma fu riferito che il club voleva comunque rescindere il contratto pluriennale con il marchio. Alla fine, nel gennaio 2024, fu rivelato che l'Aston Villa aveva rescisso il contratto con Castore e aveva optato per passare ad Adidas.